# Ehren-Invaliden-Corps (Württemberg)
Württembergs Ehren-Invaliden-Corps wurde durch einen Erlass König Friedrichs I. vom 29. Dezember 1806 zum Bau eines Gebäudes zur Aufnahme von Invaliden gegründet. Durch Verwundungen, Feldstrapazen oder lange Dienstzeit dienstunfähig gewordene Militärpersonen fanden dort Aufnahme. Bis dahin hatte die Versorgung der Invaliden eines Krieges aus der Zuweisung eines Traktements oder in der Einordnung in eine Invalidenkompanie bestanden. Die Stärke des Corps war auf 6 Offiziere, 12 Unteroffiziere und 150–200 Invalidensoldaten festgelegt.

## Status und Uniformen

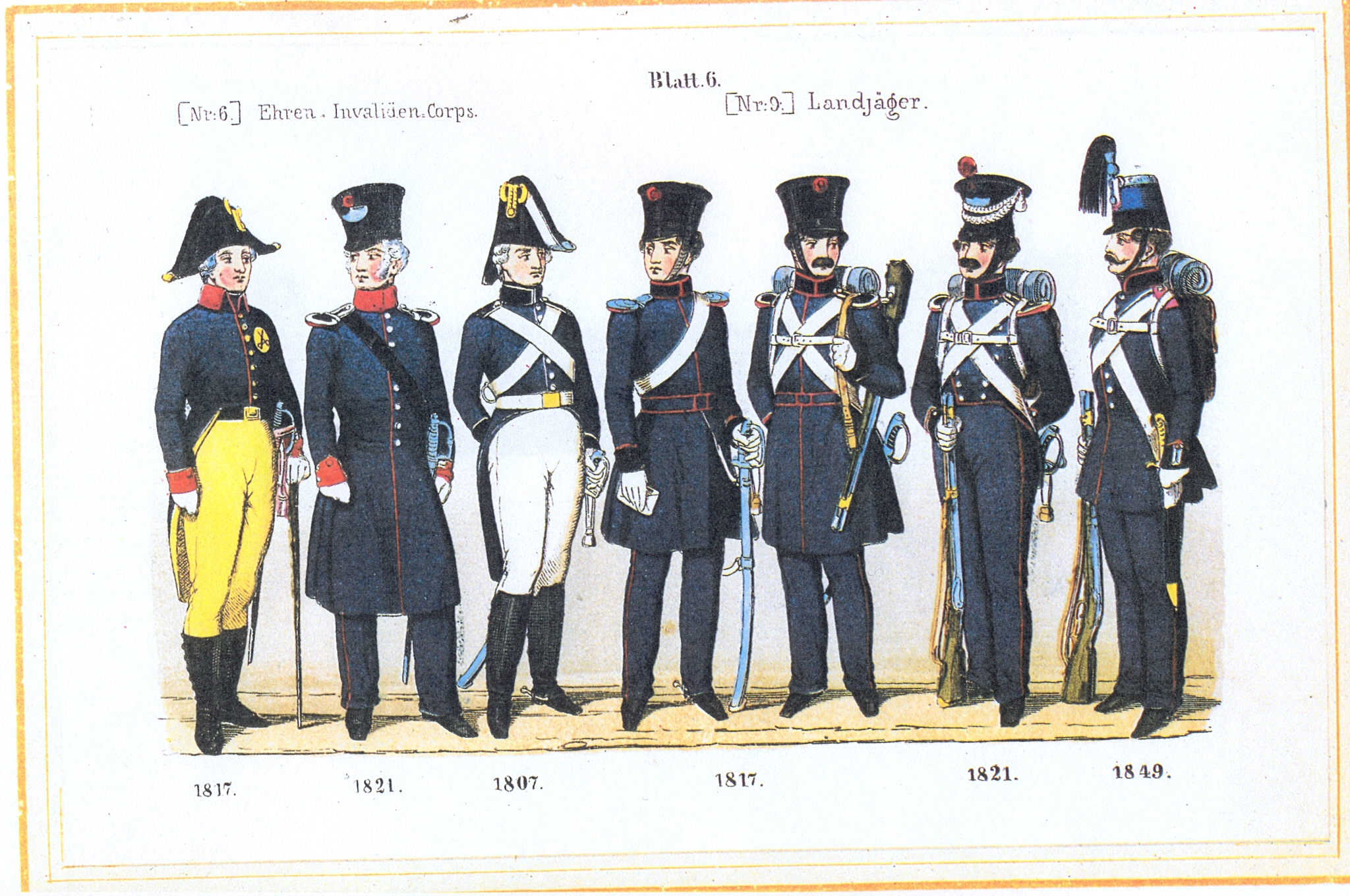
Uniformen des Corps

Der König wies dem Ehren-Invaliden-Corps den ersten Rang innerhalb der Armee zu. Seine Angehörigen waren von allen anderen Soldaten zu grüßen und sie wurden verpflegt wie die königliche Garde zu Fuß. Ihr einziger Dienst bestand – soweit sie dazu in der Lage waren – im Wachdienst am Tor.
Das Corps hatte eine eigene Uniform:
- 1806: Einen dunkelblauen Spenzer mit rotem Kragen und roten Ärmelaufschlägen, gelbe Hosen, dunkelblauer Zweispitz.
- ab 1849: Ein dunkelblauer Überrock mit einer Reihe gewölbter weißer Knöpfe ohne Gepräge, roter Knopfleiste und roten Kragen- und Ärmelaufstössen, dunkelblaue Hosen mit roter Seitennaht, die über die Stiefel zu tragen waren, ein grauer Mantel sowie eine dunkelblaue Mütze mit rundem Deckel, darüber das gekrönte württembergische Wappen aus Metall, darüber eine Kokarde[1].

## Sitz und Unterkunft

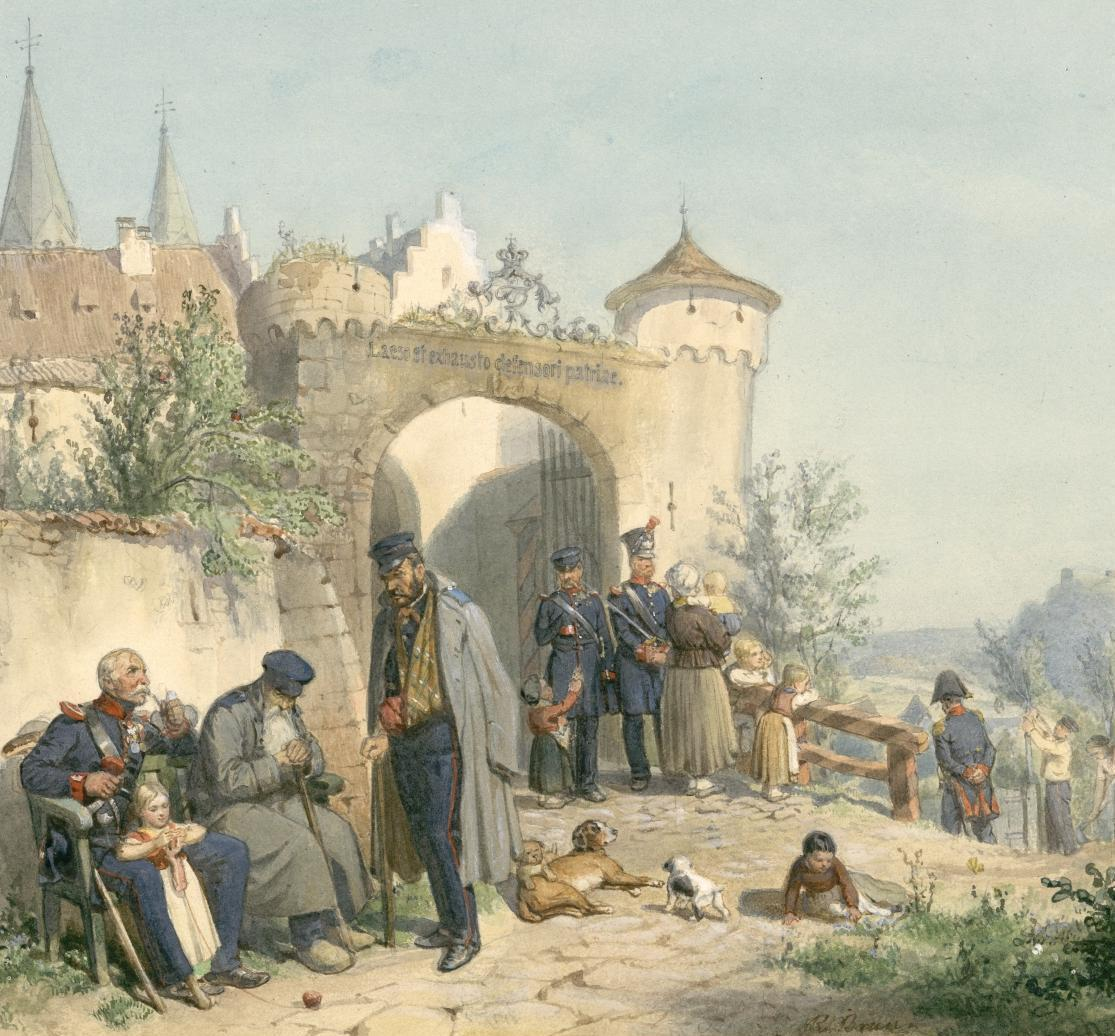
Kloster Großcomburg, Heim der Ehreninvaliden

Das Corps war zuerst in Stuttgart in einem eigenen Haus (am 5. März 1810 eingeweiht) gegenüber der Hohen Karlsschule untergebracht. Im April 1817 wurde das Corps in die Gebäude der Comburg bei Schwäbisch Hall verlegt.
Als das Militärpensionsgesetz von 1871 die Versorgung der Soldaten gesetzlich geregelt hatte, wurden keine weiteren Invaliden mehr aufgenommen. Die bei der Auflösung des Corps am 31. März 1909 noch lebenden vier Invaliden behielten ihre Wohnung. Der letzte Angehörige des Corps starb 1925.

## Friedhof
Für das Corps wurde 1851 ein eigener Friedhof unterhalb der Comburg angelegt, auf dem zwischen 1851 und 1905 105 Personen beerdigt wurden. Das jüngste noch bestehende Grabmal datiert von 1917. Dieser Friedhof, der heute noch besteht, ist also kein Soldatenfriedhof wie andere, in denen die Toten von Kriegen beerdigt wurden, sondern ein Friedhof, auf dem Angehörige der württembergischen Armee und ihre nächsten Angehörigen bestattet wurden, die eines natürlichen Todes gestorben waren. Er ist bis heute weder eine kirchliche noch kommunale Einrichtung, sondern – in der Rechtsnachfolge des ehemaligen Königreiches Württemberg – eine Einrichtung des Landes Baden-Württemberg.

## Commandanten des Corps
| Nr. | Name                                                    | Beginn der Berufung | Ende der Berufung |
| --- | ------------------------------------------------------- | ------------------- | ----------------- |
| 1.  | Generalleutnant Friedrich Ludwig Adebar von Seckendorff | 1806                | 1810              |
| 2.  | Oberst Gottfried Daniel von Zieten                      | 23. März 1810       | 1826              |
| 3.  | Oberst Christoph Daniel von Hoyen                       | 1826                | 1827              |
| 4.  | Oberst Franz von Theobald                               | 1827                | 1828              |
| 5.  | Oberst Ludwig Christian von Beulwitz                    | 1828                | 1832              |
| 6.  | Oberst Job August von Milkau                            | 1832                | 1849              |
| 7.  | Oberst Theodor von Klapp                                | 1849                | 18xx              |